# Pinocchio (film din 2022)
Pinocchio este un film muzical de animație stop-motion de fantezie întunecată din 2022 co-scris și regizat de Guillermo del Toro, bazat pe grafica lui Gris Grimly din ediția sa din 2002 a romanului italian din 1883, Aventurile lui Pinocchio de Carlo Collodi. A fost scris după un scenariu de del Toro, Gris Grimly, Patrick McHale și Matthew Robbins și după o poveste de del Toro și Robbins. Filmul marchează debutul regizoral în lungmetrajul animat al lui Guillermo del Toro. În film interpretează ca roluri de voce actorii Ewan McGregor, Ron Perlman, Tilda Swinton, Christoph Waltz și David Bradley. 
Produs de The Jim Henson Company și ShadowMachine în coproducție cu Necropia Entertainment și distribuit de Netflix, filmul a fost lansat pe 9 noiembrie 2022.

## Intrigă
În Italia fascistă din 1930 a avut loc o retălmăcire întunecată și întortocheată a celebrului basm al lui Carlo Collodi despre o marionetă din lemn care prinde viață și visează să devină un băiat adevărat. Când Pinocchio prinde viață, se dovedește a nu fi un băiat drăguț, cu multe răutăți și jocuri murdare. În cele din urmă, învață câteva lecții. 

## Distribuție
- Ewan McGregor ca Pinocchio
- Ron Perlman ca Mangiafuoco
- Tilda Swinton ca zână cu părul turcoaz
- Christoph Waltz ca greierul vorbitor
- David Bradley ca domnul Geppetto

## Producție

### Dezvoltare
În 2008, Guillermo del Toro a anunțat că următorul său proiect Pinocchio era în dezvoltare. Pe 17 februarie 2011, s-a anunțat că Gris Grimly și Mark Gustafson vor co-regia un film de animație stop motion Pinocchio, scris de Guillermo del Toro și Matthew Robbins, bazat pe desenele lui Grimly, cu del Toro ca producător împreună cu The Jim Henson Company și Pathé. Pe 17 mai 2012, del Toro a preluat rolul lui Grimly ca regizor. La 30 iulie 2012, a fost anunțat că filmul va fi produs și animat de ShadowMachine. Pe 23 ianuarie 2017, Patrick McHale a fost anunțat că va scrie scenariul împreună cu del Toro. Pe 31 august 2017, del Toro a declarat pentru IndieWire că filmul are nevoie de o creștere bugetară cu 35 de milioane de dolari în plus sau va fi anulat, iar pe 22 octombrie 2018, Netflix a cumpărat filmul.

### Distribuție
La 31 ianuarie 2020, a fost anunțat că Ron Perlman, Tilda Swinton, Ewan McGregor, Christoph Waltz și David Bradley s-au alăturat distribuției filmului.  Au fost luați în considerare anterior actorii Daniel Radcliffe, Tom Waits și Christopher Walken.

### Filmări
Filmările au început în Guadalajara, Mexic și Portland, Oregon, la 31 ianuarie 2020 și au fost planificate să dureze cinci luni. 

### Muzică
Pe 8 ianuarie 2020, Alexandre Desplat a compus partitura filmului, precum și melodii originale pentru film. Filmul marchează a doua oară când Desplat și del Toro au colaborat la un film, după The Shape of Water.  Nick Cave a afirmaat anterior pe 23 august 2012 că el va fi compozitorul acestui film.

## Lansare
Pe 6 noiembrie 2018, Netflix a stabilit data lansării filmului pentru 2021. 